# Gærum Sogn
Gærum Sogn er et sogn i Frederikshavn Provsti (Aalborg Stift).
I 1800-tallet var Gærum Sogn anneks til Flade Sogn. Begge sogne hørte til Horns Herred i Hjørring Amt. Flade-Gærum sognekommune blev ved kommunalreformen i 1970 indlemmet i Frederikshavn Kommune.
I Gærum Sogn ligger Gærum Kirke.
I sognet findes følgende autoriserede stednavne:
- Bovet (bebyggelse)
- Guddal (bebyggelse)
- Gærum (bebyggelse, ejerlav)
- Kig-ud (areal)
- Kragkær (bebyggelse)
- Rævdal (bebyggelse)
- Tvedens Huse (bebyggelse)
- Vejrbakken (areal)

## Fredede oldtidsminder
Sognet er i forhold til sin størrelse ualmindelig rigt på oldtidsmindesmærker. Fredet er en langdysse, en jættestue, 2 langhøje, 34 høje og en stenkreds. Langdyssen kaldes Stenstuen og ligger ved Gærum Kirke, og den er 68 m lang med 57 randsten og et forstørret kammer i østenden. Jættestuen Blakshøj er en af Jyllands største og bedst bevarede, men et 8 m langt kammer; i den er fundet tre flintøkser og nogle lerkarsskår. Blandt højene må fremhæves to store ved Kragkær, en af egnens højeste punkt, Kig – ud nær denne storhøj og to ved Nørre Vrangbæk, sløjfet eller ødelagt, to dysser, hvoraf den ene har givet seks flintøkser, tre lerkar med mere, den anden en del ravperler, dernæst to langhøje, 120 høje, en stenkreds og et større antal småtuer. Ved Vanggård er der under en sten fundet to flintsegle, fire dolkblade og syv skiveskrabere.